# 多裂长距紫堇
多裂长距紫堇（学名：Corydalis longicalcarata var. multipinnata）为罂粟科紫堇属下的一个变种。

## 扩展阅读
- 維基物種上的相關：多裂长距紫堇